# Dihydrokaempféride
La dihydrokaempféride est un composé organique de la famille des flavanonols, un sous-groupe de flavonoïdes. Il est naturellement présent dans le prunier (Prunus domestica), dans le bois du saule marsault (Salix caprea) et dans le propolis vert brésilien.
Comme son nom l'indique, c'est le dérivé 2,3-dihydrogéné du kaempféride, un flavonol.